# Nová holka v ulici
Nová holka v ulici (v anglickém originále New Kid on the Block) je 8. díl 4. řady (celkem 67.) amerického animovaného seriálu Simpsonovi. Scénář napsal Conan O'Brien a díl režíroval Wes Archer. V USA měl premiéru dne 12. listopadu 1992 na stanici Fox Broadcasting Company a v Česku byl poprvé vysílán 2. září 1994 na stanici ČT1.

## Děj
Starší sousedé Simpsonových, Winfieldovi, se kvůli Homerovým výstřelkům přestěhují. Novými sousedy jsou rozvedená Ruth Powersová a její mladá dcera Laura, do které se Bart na první pohled zamiluje. 
Poté, co Homer uvidí v televizi reklamu na restauraci s mořskými plody Chutný Holanďan, donutí Marge, aby šla s ním, a Lauru nechá hlídat Barta a Lízu. Homer rychle rozzuří kapitána Horatia, sní téměř všechno jídlo v bufetu a nakonec je vytažen ven dřív, než dojí. K Marginým rozpakům Homer zažaluje restauraci za klamavou reklamu a najme si Lionela Hutze, aby ho zastupoval u soudu. Případ je úspěšný poté, co Hutz přesvědčí porotce s nadváhou, že by se jim mohlo stát podobné neštěstí v bufetu. Aby se vyhnuli dalším právním problémům, dohodnou se nakonec Horatio a Homer, že Homer bude v restauraci vystaven jako „bezedný Pete: nejkrutější omyl přírody“, aby přilákal více zákazníků a vyrovnal náklady na jeho stravování. 
Mezitím je Bart nadšený, že ho hlídá Laura, a snaží se na ni udělat dojem. Později mu však k jeho zděšení řekne, že chodí s Jimbem Jonesem, jedním z rváčů z jeho školy. Když hlídací Laura pozve Jimba k Simpsonovým, Bart ve snaze je rozeštvat zavolá žertem do Vočkovy hospody, uvede své jméno „Jimbo Jones“ a Vočkovi dá adresu Simpsonových. V domnění, že je Jimbo tím, kdo si z něj celou dobu utahuje, vtrhne Vočko do domu Simpsonových a ohání se velkým, rezavým kuchyňským nožem. Najde Jimba, který se rozpláče a prosí o život; Vočko ho ušetří. Laura se s Jimbem rozejde, protože není tak drsný, jak si myslela. Bartovi řekne, že by s ním určitě chodila, kdyby byl starší, a epizoda končí smíchem dvojice poté, co znovu zavolá Vočkovi.

## Produkce
Epizodu napsal Conan O'Brien a režíroval ji Wes Archer. Původní podzápletka dílu měla zahrnovat amerického herce a komika Dona Ricklese jako hostující hvězdu uvádějící komediální show a Homera, který se nadměrně směje jeho vtipům, dokud ho Rickles nezesměšní. Dvojice se měla začít hádat a nakonec se měla dostat k soudu. Přestože si byl O'Brien a další produkční štáb jistý, že se Rickles v epizodě objeví, byl údajně z konceptu zápletky rozladěn, protože si nepřál být zobrazen jako „zlý chlap“.
Při účasti na propagační akci společnosti Fox Broadcasting Company v New Yorku s Rupertem Murdochem byl producent seriálu Matt Groening představen Murdochem Ricklesovi. Rickles začal na Groeninga křičet a obvinil ho, že špehuje jeho vystoupení v Las Vegas a použil z něj materiál pro epizodu. Herci ve skutečnosti dostávali od Ricklese nahrávky z padesátých let, aby je použili jako nápady, jak získat styl pro jeho animované ztvárnění. Další vedlejší příběh, který scenáristé vytvořili, byl, že se Homer stane vynikajícím holičem a kadeřníkem, ale ten byl použit až v epizodě 22. řady Střihoruký Homer.
V dílu Nová holka v ulici se poprvé objevili Laura Powersová, Ruth Powersová a kapitán Horatio McCallister. Hank Azaria založil kapitánův hlas na hlasu herce Roberta Newtona.

## Kulturní odkazy
Anglický název je parodií na americkou chlapeckou hudební skupinu New Kids on the Block. Scéna ze soudní síně, v níž je k soudu doručeno množství pytlů s dopisy pro Santa Clause, paroduje film Zázrak v New Yorku z roku 1947. Bart a Laura hrají v obchodě s videohrami hru Escape from Death Row.

## Přijetí

### Kritika
V roce 1998 díl časopis TV Guide zařadil na seznam 12 nejlepších epizod Simpsonových.
Warren Martyn a Adrian Wood, autoři knihy I Can't Believe It's a Bigger and Better Updated Unofficial Simpsons Guide, díl komentovali jako „zábavnou epizodu, která představuje rodinu Powersových“ a obsahuje „poslední vystoupení Winfieldových“.
Časopis Entertainment Weekly označil roli Sary Gilbertové jako Laury Powersové za jednu ze šestnácti nejlepších hostujících hvězd Simpsonových.

### Sledovanost
V původním vysílání se díl umístil na 23. místě ve sledovanosti v týdnu od 9. do 16. listopadu 1992 s ratingem Nielsenu 14,4, což odpovídá přibližně 13,4 milionu diváckých domácností. V tom týdnu byl nejlépe hodnoceným pořadem na stanici Fox, když předstihl Beverly Hills 90210.